# Краснополка (Ульяновська область)
Краснополка (рос. Краснополка) — село в Карсунському районі Ульяновської області Російської Федерації.
Населення становить 681 особу. Входить до складу муніципального утворення Карсунське міське поселення.

## Історія
Від 2004 року входить до складу муніципального утворення Карсунське міське поселення.

## Населення
| 2010 |
| ---- |
| 681  |